# Klusy (Ełk)
Klusy ist ein kleiner Ort in der polnischen Woiwodschaft Ermland-Masuren, das zur Gmina Ełk (Landgemeinde Lyck) im Powiat Ełcki (Kreis Lyck).  
Klusy liegt im südlichen Osten der Woiwodschaft Ermland-Masuren, 13 Kilometer südwestlich der Kreisstadt Ełk (Lyck).
Klusy ist ein Weiler (polnisch Osada), bestehend nur aus wenigen Gebäuden. Über seine Geschichte liegen keine Belege vor. Auffallend ist die Nähe zu einem Ort gleichen Namens Klusy nur zwei Kilometer weiter westlich, aber schon im Powiat Piski (Kreis Johannisburg) gelegen. Worauf die Namensgleichheit beruht, ist nicht zu beweisen. Der namensgleiche Ort hatte vor 1945 den deutschen Namen Klaussen, gehörte damals allerdings zum Kreis Lyck und ist heute in die Stadt- und Landgemeinde Orzysz (Arys) eingegliedert.
Klusy gehört zur katholischen Pfarrei in Klusy im Bistum Ełk der Römisch-katholischen Kirche in Polen. Die evangelischen Einwohner halten sich zur Kirchengemeinde in der Stadt Ełk, einer Filialgemeinde der Pfarrei in Pisz (deutsch Johannisburg) in der Diözese Masuren der Evangelisch-Augsburgischen Kirche in Polen.
Klusy liegt sehr günstig an der bedeutenden polnischen Landesstraße 16 (frühere deutsche Reichsstraße 127), die von West nach Ost durch das nördliche Polen führt. Von der Woiwodschaftsstraße 656 aus besteht von Grabnik (Grabnick) eine Nebenstraßenverbindung direkt nach Klusy.